# FC 07 Albstadt
Maillots
Le FC 07 Albstadt est un club allemand de football localisé à Albstadt dans le Bade-Wurtemberg.
Le club tire son nom actuel d’une fusion, survenue en 1998, entre le FV 07 Ebingen et le FC 1910 Tailfingen.

## Repères historiques
- 1907 – 27/09/1907 – fondation du FUSSBALL CLUB EBINGEN. Le club est par après renommé VEREIN für LEIBENSÜBUNGEN (VfL) EBINGEN après l’ouverture d’une section d’Athlétisme.
- 1923 - VEREIN für LEIBENSÜBUNGEN EBINGEN fut renommé FUSSBALL VEREIN 07 EBINGEN.
- 1998 – 01/07/1998, fusion du FUSSBALL VEREIN 07 EBINGEN avec le FUSBALL CLUB 1910 TAILFINGEN pour former le FUSSBALL CLUB 07 ALTSTADT.

## Histoire

### FV 07 Ebingen
Le club fut créé le 27 septembre 1907 au restaurant Sternen à Ebingen sous la dénomination de FC Ebingen'. Par après l’appellation du club devint VfB Ebingen, après la création d’une section d’Athlétisme. En 1923, le club fut rebaptisé FV 07 Ebingen.
En 1949-1950, le FV 07 Ebingen joua en Oberliga Südwest, Groupe Süd. Le club fut relégué à la fin de la saison et comme toutes les équipes de la partie Sud du Bade-Wurtemberg, elle est versée dans la zone Sud. Par la suite, il n’atteignit jamais l’Oberliga Süd.

### FC 1910 Tailfingen
En 1978, le FC 1910 Tailfingen fut un des fondateurs de la nouvelle Oberliga Bade-Württemberg instaurée comme 3e niveau de la hiérarchie allemande. Le club y joua quatre saisons puis fut relégué en 1982.
Le FC 1910 effectua encore un aller/retour vers le 3e niveau en 1988-1989.

### FC 07 Albstadt
Après la fusion qui le composa, le FC 07 Albstadt  évolua dans la Verbandsliga Württemberg, mais fut relégué en  Landesliga en 2001.
Lors de la saison 2006-2007, le club fut menacé de relégation mais se sauva lors d’un barrage contre le TSG Ehingen/Donau (3-2 après prolongation ). Le 15 juillet 2007, le club célébra son centenaire avec un match amical contre le Bayern Munich devant 10 000 personnes à la Albstadion d’Albstadt. Le Bayern s’imposa  0-13 .